# Seraing
Seraing (en valón Serè) es una ciudad francófona de Bélgica situada en Valonia, en la provincia de Lieja. Era la antigua residencia de verano de los príncipes-obispos de Lieja, antes de convertirse en una ciudad industrial en el siglo XIX.
Forma con Lieja, Herstal, Saint-Nicolas, Ans y Flémalle la aglomeración de Lieja (600 000 habitantes). La ciudad, 24º municipio belga en términos de habitantes, contaba el 1 de enero de 2019 con 64 259 habitantes.

## Geografía
Seraing constituye la frontera entre la parte urbana de Bélgica y la parte rural. En efecto, el núcleo de la ciudad limita al sur con un vasto bosque más allá del cual se extienden el Condroz y las Ardenas.
El municipio comprende los siguientes antiguos municipios, que se fusionaron en 1977: Seraing,Boncelles, Jemeppe-sur-Meuse y Ougrée.

## Historia

### De la Edad Media al 1795
Los hallazgos arqueológicos encontrados en Seraing (esqueletos, cerámica, armas y joyas de los siglos V y VI) atestiguan el poblamiento del territorio de la ciudad en tiempos de los francos. La primera mención escrita "Saran" data de 956, cuando se donó a la abadía de Sint-Truiden un dominio carolingio a ambos lados del Mosa, propiedad de un tal Saran. Poco después, el territorio pasó al Principado de Lieja. En el siglo XI, el príncipe-obispo Enrique I de Verdún tenía una casa de veraneo en "Seranus", en la cual recibía a sus nobles huéspedes. En la Edad Media, el pueblo de Seraing obtuvo exoneraciones fiscales a cambio de defender la ciudad de Lieja de los invasores que vinieran por el río. En 1381, se construyó el primer puente de madera sobre el río.

### Edad Contemporánea
El pueblo, que había mantenido su carácter rural hasta finales del siglo XVIII, empezó a cambiar después del descubrimiento de hulla en Ougrée. Las primeras acererías se crearon en 1809. El pueblo emprendió el vuelo bajo el reino de Guillermo I, cuando Seraing formaba parte, tras el periodo del ocupación francesa (1795-1815), del Reino Unido de los Países Bajos.
Guillermo I vendió al industrial John Cockerill el castillo de Seraing por un precio simbólico, para que crease su fábrica de mecánica. No satisfecho de la calidad del acero disponible, Cockerill desarrolló su propio método al utilizar coque sacado del carbón de leña.
Guillermo I también vendió el castillo y la abadía de Val-Saint-Lambert a un químico, François Kemlin, y a un politécnico, Auguste Lelièvre, venidos de la cristalería de Vonêche. Ambos crearon la "Société des verreries du Val Saint Lambert" que empezó la fabricación de cristal en 1826.

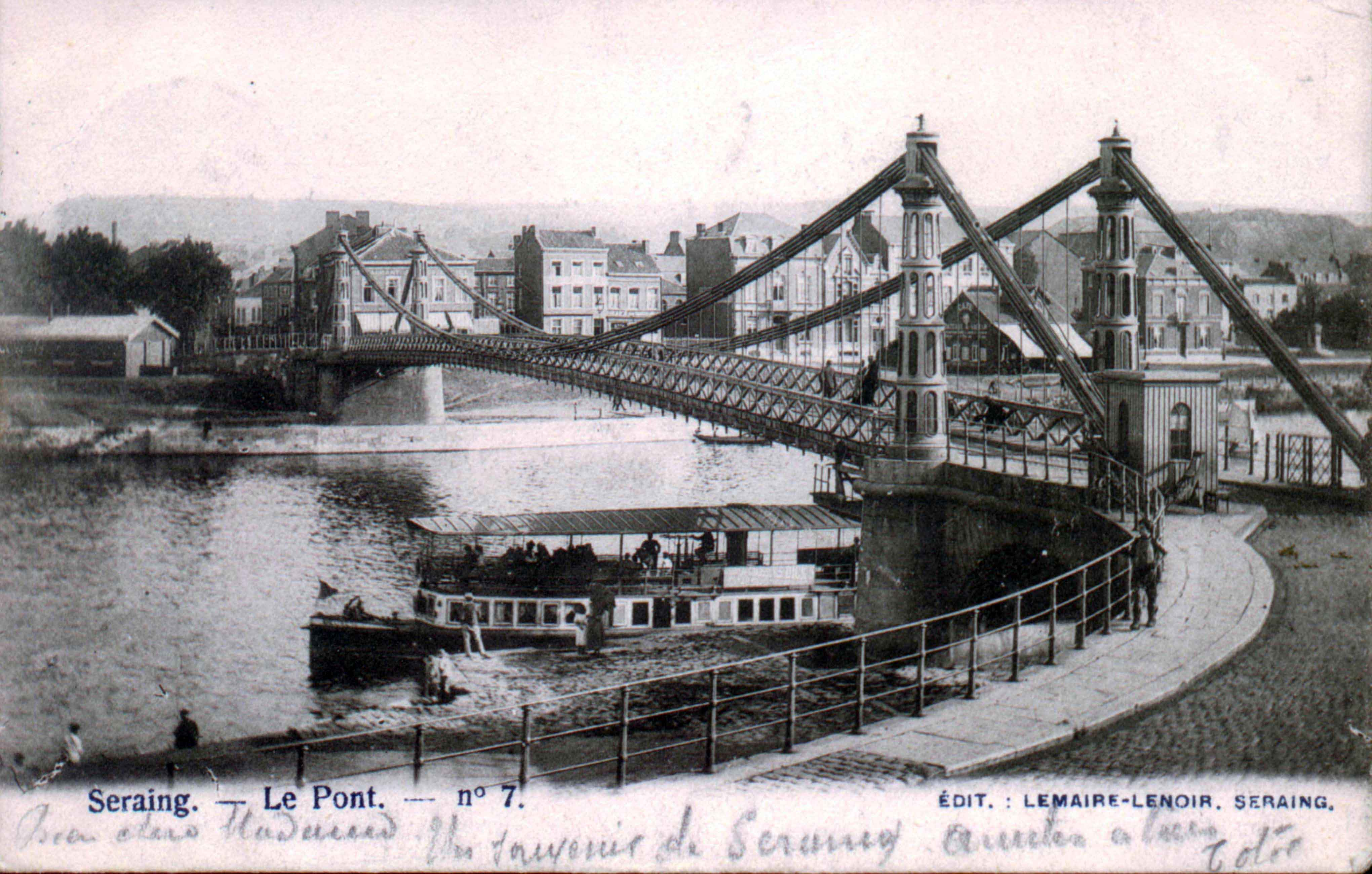
Puente sobre el Mosa en 1902

Alrededor de las dos industrias principales, se crearon muchas empresas de subcontratas. Después de la crisis del carbón (desde los años 1970, cuando cerraron muchas minas) y de las sucesivas crisis del acero, la ciudad de Seraing conoció muchos problemas sociales. La diversificación empezó con la creación de un parque industrial y científico a lado de la Universidad de Lieja en Sart-Tilman, situado a ambos lados de la frontera con la ciudad de Lieja. Allí se encuentran, entre otros, el centro de investigación del acero de ArcelorMittal y muchas empresas tecnológicas, aeroespaciales, informáticas...
En 2004, la entonces Arcelor decidió cerrar el alto horno, pues encontraba que las fábricas siderúrgicas demasiado lejos del mar o de las minas ya no eran rentables, debido al alto coste del transporte de la ganga y del coque. En 2007, con el aumento de la demanda de acero por todo el mundo y con la subida del precio del mismo, se decidió reabrir el alto horno el 21 de enero de 2008.

## Demografía

### Evolución
Todos los datos históricos relativos al actual municipio, el siguiente gráfico refleja su evolución demográfica, incluyendo municipios después de efectuada la fusión el 1 de enero de 1977.
| Gráfica de evolución demográfica de Seraing entre 1846 y 2019 |
|                                                               |

## Lugares de interés

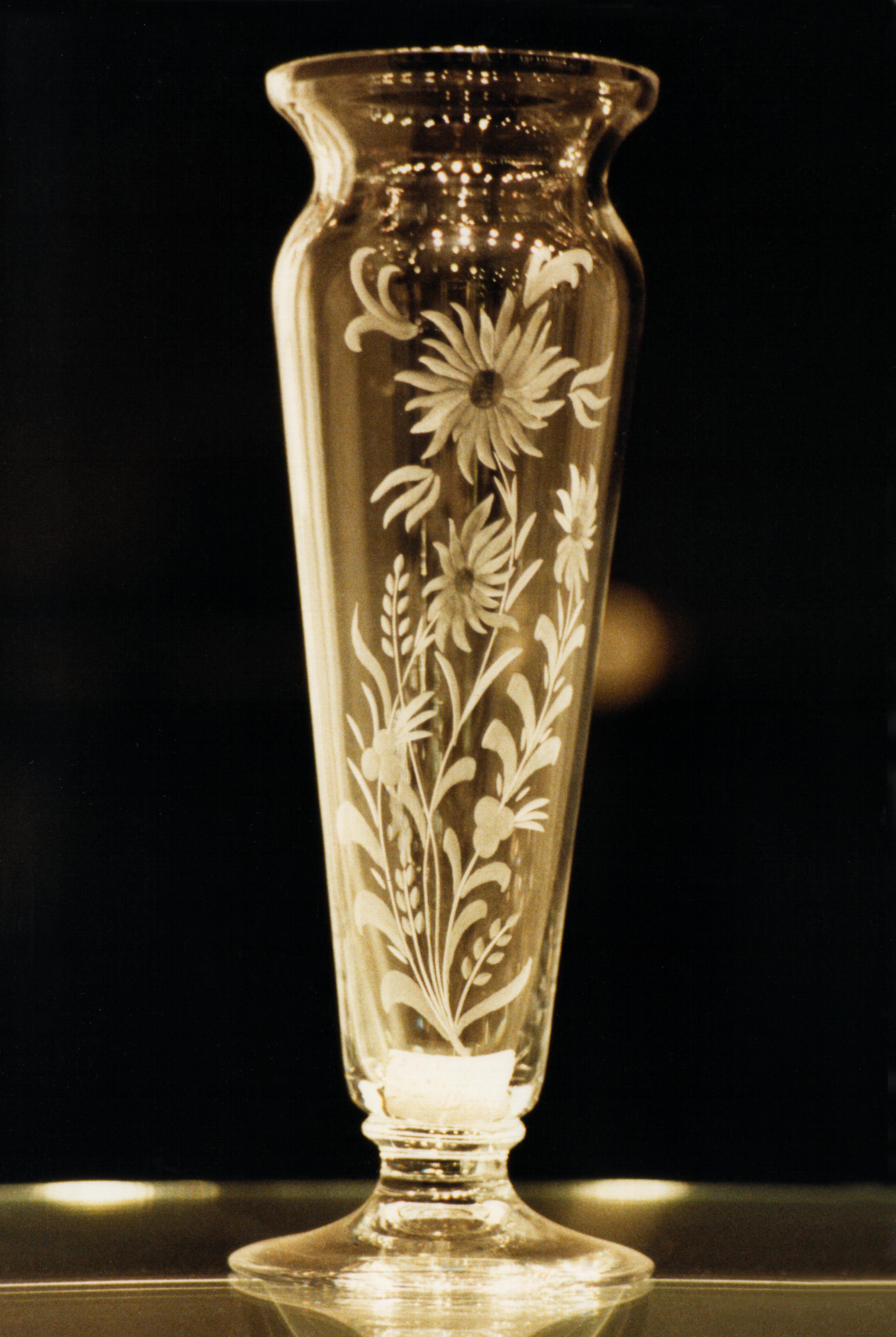
Jarrón de cristal Val-Saint-Lambert

- El lugar de Val Saint Lambert, que comprende la antigua abadía y la fábrica de cristal, donde aún hoy los trabajadores del cristal soplan, tallan y graban las famosas piezas de arte. El castillo vecino alberga un museo del cristal.

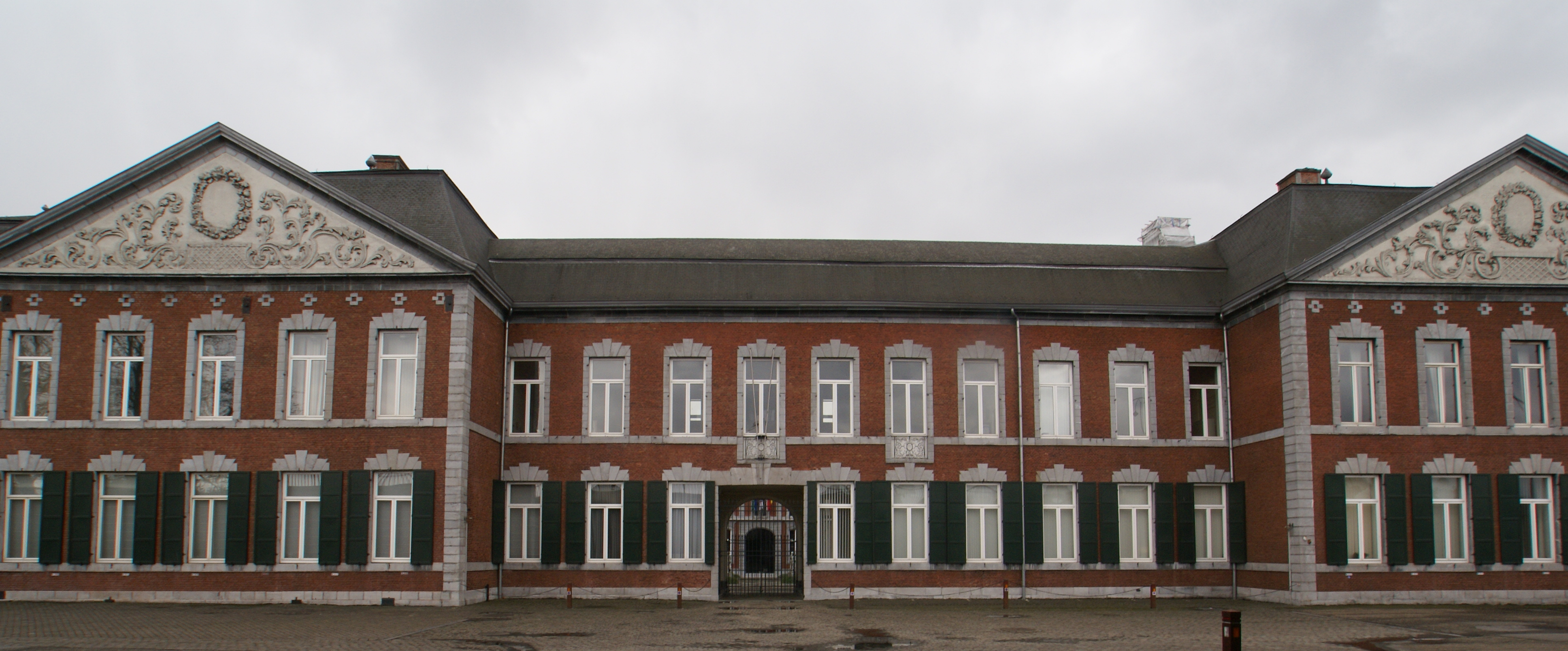
La residencia de verano de los príncipes-obispos en Seraing

- La residencia de verano de los príncipes-obispos en SeraingEl castillo de Cockerill fue en el pasado la residencia de verano de los príncipes-obispos de Lieja. Durante la época napoleónica fue un hospital, luego un polvorín y luego pasó a manos de Guillermo I de los Países Bajos, que lo cedió a la familia Cockerill en 1817.
- Además del castillo de Cockerill, en el centro histórico de la ciudad se sitúan el ayuntamiento y la iglesia principal, la cual alberga fuentes bautismales del siglo XII.
- La zona boscosa del sur de Seraing es un buen lugar para pasear e ir de excursión.

## Política

### Administración 2007-2012
La junta administrativa de Seraing se compone de miembros del PS, que tiene la mayoría de los escaños.
Forman parte de la administración las siguientes personas: 
| Ayuntamiento | Ayuntamiento |
| ------------ | --- |
| Alcalde      | Alain Mathot (PS) |
| Concejales   | Alain Decerf (PS) Jacques Laeremans (PS) Andrée Budinger (PS) Jean-Louis Delmotte (PS) Eric Vanbrabant (PS) Jean Mathy (PS) Mireille Franzen (PS) Anne-Françoise Valesio (PS) |

## Folclore

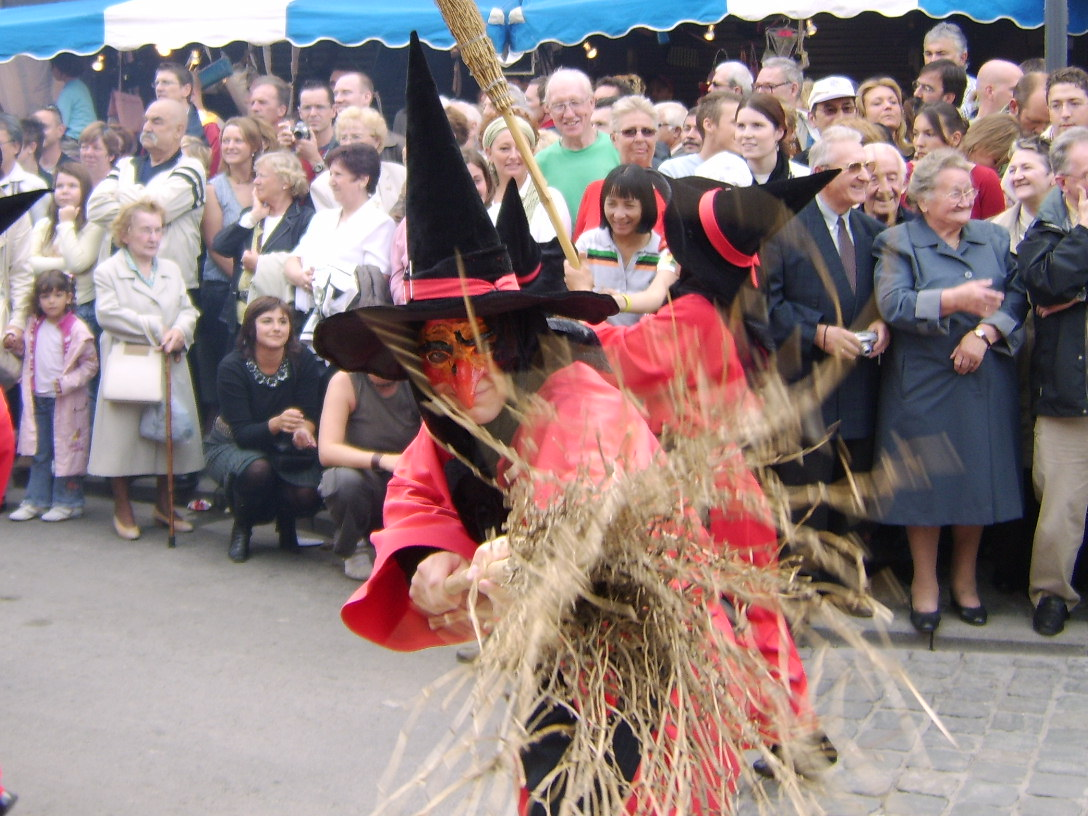
Una macrale

- Según una antigua leyenda local, por la zona de Seraing abundan las brujas (en valón macrales). Las macrales se "resucitaron" en el año 2000 y ahora son un elemento básico del folclore local.
- Al igual que muchas otras ciudades de Valonia, Seraing cuenta con su propia marioneta gigante: Li Rayeû d'clas.
- Seraing también cuenta con pintorescas asociaciones, como por ejemplo una hermandad de toneleros (cuyo objetivo es revitalizar las bodegas de la abadía de Val Saint Lambert), y la hermandad "Gay Boulet" (cuya misión es la de popularizar la "Boulet Liégeois", una receta local).

## Ciudades hermanadas
- Douai (Francia)
- Rímini (Italia)
- Châtel (Francia)
- Linares (España)